# Tresor de l'Apadana

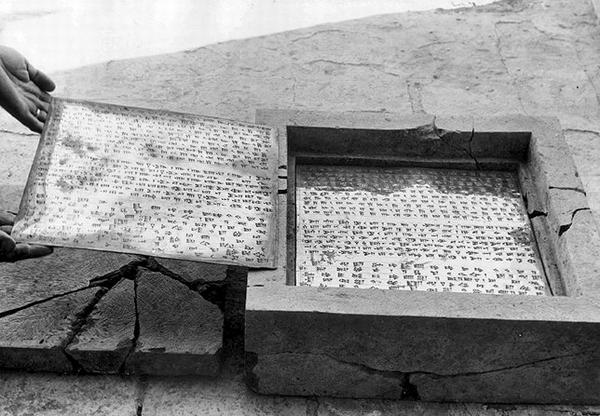
Una de les caixes de pedra amb les tauletes fundacionals de Darios I, sota les quals s'havien dipositat les monedes

L'Imperi aquemènida en l'època de màxima expansió

El Tresor de l'Apadana és un tresor de monedes que aparegué davall les caixes de pedra que contenien les tauletes de la fundació de l'Apadana (sala d'audiències) de Persèpolis. Les monedes es descobriren en les excavacions del 1933 d'Erich Schmidt, en dos dipòsits, cadascú a sota les dues caixes de fundació que s'hi van trobar. El dipòsit d'aquest tresor, que formava part del ritual de fundació de l'Apadana, data de l'any 515 abans de la nostra era.

## Tauletes de fundació
Les tauletes d'or i argent recuperades de les caixes de pedra contenien una inscripció trilingüe de Darios el Gran en persa antic, elamita i accadi, que descriu el seu imperi en termes geogràfics, i que es coneix com la inscripció DPh:
«Darios el gran rei, rei de reis, rei de països, fill d'Histaspes, un aquemènida. El rei Darios diu: Aquest és el regne que tinc, des dels saces que són més enllà de Sogdiana fins al Cuix, i des de Sind (persa anticː 𐏃𐎡𐎯𐎢𐏁|𐏃𐎡𐎭𐎢𐎺, "Hidauv (Tàxila)", locatiu d'"Hiduš") fins a Lídia (persa antic: "Spardâ") - [això és] el que Ahura Mazda, el més gran dels déus, em va concedir. Que Ahura Mazda em protegisca a mi i a la meua casa reial!» Inscripció DPh de Darios I.

## Tresor de la fundació
Les monedes trobades eren:
- Dipòsit del nord-est: quatre creseides d'or lleuger (seca de Sardes), una tetradracma d'Abdera, un estàter d'Egina.
- Dipòsit del sud-est: quatre creseides d'or lleuger (seca de Sardes), tres dobles sicles de Xipre (un d'atribuït a Lapatos, un altre a Pafos i un altre a una seca incerta).

Les creseides estaven en bon estat, la qual cosa confirma que havien estat encunyades recentment sota el domini aquemènida. El dipòsit no tenia cap dàric ni sicle, i això indica que aquestes monedes típiques d'encunyació aquemènida van començar a encunyar-se més tard, després del 515 abans de la nostra era.

### Simbolisme
Segons el numismàtic Martin Price, les monedes del tresor se seleccionaren no pas pel lloc que representaven, sinó pel significat simbòlic del seu tipus. El lleó que ataca al toro en la moneda lícia de les creseides era simbòlica per als aquemènides, el griu de la moneda d'Abdera podria entendre's com a guardià simbòlic de l'or, i la tortuga de la moneda d'Egina podria simbolitzar el poder marítim.

### Altres tipus de monedes del Tresor de l'Apadana

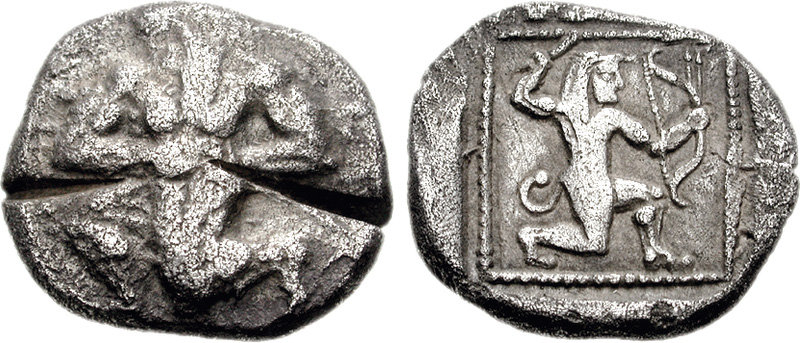
Tipus de moneda de sicle doble de Xipre procedent de Lapatos, trobada posteriorment prop del tresor. Finals del segle VI-principis del segle V ae
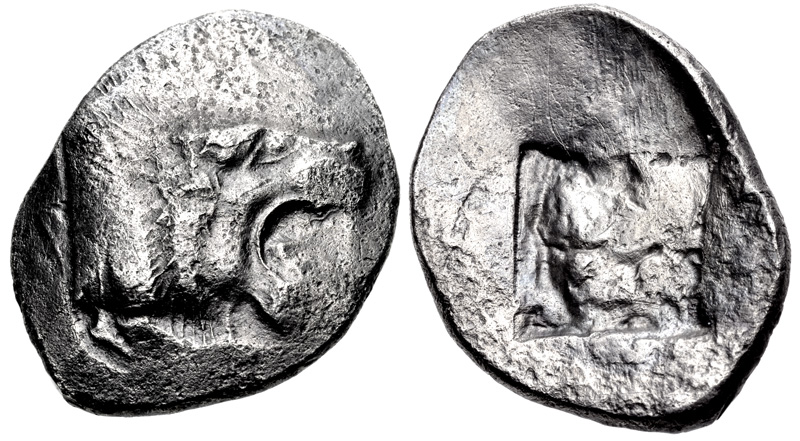
Moneda similar a la mena d'una moneda de Xipre de seca incerta, trobada en el tresor. Segle V ae